# 시맨틱 에러: 더 무비
시맨틱 에러: 더 무비(Semantic Error)는 한국에서 제작된 김수정 감독의 2022년 멜로/로맨스 영화이다. 박서함, 박재찬 등이 주연으로 출연하였고 김동래 등이 제작에 참여하였다.

## 출연

### 주연
- 박서함
- 박재찬

### 조연
- 송지오
- 김노진
- 김원기
- 최수견

## 제작진
- 원작자: 저수리
- 투자총괄: 김요한
- 프로듀서: 임민주
- 프로듀서: 김소희
- 제작프로듀서: 이윤재
- 제작투자: 박태훈
- 공동제작: 신성진
- 라인프로듀서: 이윤주
- 라인프로듀서: 최영문
- 라인프로듀서: 이우진
- 촬영부: 정요한
- 촬영부: 권도엽
- 촬영부: 김윤수
- 촬영부: 김민준
- 촬영부: 차정환
- 촬영부: 박창균
- 촬영부: 백진선
- 촬영부: 구정서
- 촬영부: 노태원
- 촬영부: 전인찬
- 촬영부: 차소민
- 조명: 김근영
- 조명부: 이찬희
- 조명부: 최승건
- 조명부: 김혜진
- 조명부: 이세윤
- 조명부: 김동희
- 그립: 문광섭
- 연출부: 민경희
- 스크립터: 최다빈
- 조감독: 김윤선
- 동시녹음: 김준
- 동시녹음: 김범수
- 사운드: 장동현
- 음악지원: 홍석현
- 음악지원: 김필웅
- 음악지원: 박지예
- 음악지원: 백승범
- 음악지원: 성대관
- 음악지원: 신유진
- 음악지원: 오희준
- 음악지원: 조성빈
- 음악지원: 조은영
- 음악지원: 최소린
- 작곡: 박지예
- 작곡: 백승범
- 작곡: 성대관
- 작곡: 신유진
- 작곡: 오희준
- 작곡: 조성빈
- 작곡: 조은영
- 작곡: 최소린
- 미술: 김지민
- 미술지원: 정효진
- 미술지원: 홍혜령
- 소품: 태욱
- 소품팀: 임연주
- 시각효과: 송걸
- 시각효과: 한준희
- 시각효과: 유순정
- 시각효과: 공윤정
- 시각효과: 조은별
- 시각효과: 김민호
- 시각효과: 유인식
- 시각효과: 감나경
- 시각효과: 정현민
- 시각효과: 김지수
- 시각효과: 박현지
- 시각효과: 강지윤
- 분장-헤어: 이정숙
- 의상: 김하경
- 마케팅총괄: 김혜정
- 마케팅: 김윤정
- 마케팅: 양치우
- 마케팅: 이민희
- 마케팅: 김지우
- 홍보: 이부연
- 기획프로듀서: 이하은
- 인물조감독: 한태희
- 미술조감독: 서인재
- 내부조감독: 최다빈
- B카메라: 고광명
- 항공촬영: 박창균
- 보드촬영: 석유진
- 발전차: 박정훈
- 발전차: 탁민
- 조명크레인: 황선명
- 그립팀: 박완용
- 그립팀: 이관원
- 그립팀: 문사빈
- 디지털이미징테크니션: 박진성
- 디지털이미징테크니션: 강지원
- 소품팀장: 김영인
- 소품지원: 차호현
- 소품지원: 유하연
- 3D아트디자인: 강준용
- 디자인 지원: 이시호
- 의상팀장: 김소라
- 의상팀: 이슬미
- 분장팀장: 유하나
- 헤어팀장: 한현주
- 박서함 헤어: 박수연
- 박서함 메이크업: 김성미
- 캐스팅: 이충선
- 캐스팅: 손승범
- 디지털색보정: 조희대
- 디지털색보정: 조신영
- 디지털색보정: 강경원
- 디지털색보정: 김경희
- 디지털색보정: 신영섭
- 디지털색보정: 정수연
- 디지털색보정: 류지원
- 포스터: 박재호
- 포스터: 이유희
- 포스터: 이서연
- 포스터: 박인혜
- 예고편 편집: 김태경
- 마케팅홍보: 최유리
- 마케팅홍보: 조성경
- 마케팅홍보: 오설혜
- 마케팅홍보: 연다솔
- 온라인 마케팅: 배기정
- 온라인 마케팅: 조아라
- 온라인 마케팅: 김고은
- 온라인 마케팅: 김현아
- 온라인 마케팅: 오지현
- 온라인 디자인: 구수연
- 온라인 디자인: 장하윤
- 온라인 디자인: 김수연
- 기획총괄: 윤희경
- 마케팅홍보: 윤서연
- 경영관리: 문성준
- 경영관리: 박선희
- 경영관리: 이경아
- 경영관리: 조규영
- 경영관리: 오우주
- 배급: 전은재
- 배급: 고유리
- 편성운영: 김한올
- 편성운영: 이예빈
- 편성운영: 김단아
- 편성운영: 강혜정
- 일본사업: 최소연
- 일본사업: 김서현
- 법무: 이욱기
- 법무: 이은혜
- 투자회계: 박인아
- 투자회계: 안형경
- 투자회계: 김라온
- 예고편: 김주연
- 예고편: 이재윤
- 예고편: 조영수
- 예고편 사운드: 편성민
- 포스터 제작: 김소연
- 크리에이티브 테크 & 인프라 총괄: 김준희
- 포스트 프로덕션 코디네이팅: 김완식
- 포스트 프로덕션 코디네이팅: 박찬우
- 보조출연: 서홍선
- 보조출연: 남선우